# Marcin Mielczewski
Marcin Mielczewski (* um 1600; † September 1651 in Warschau) war ein polnischer Komponist.

## Leben
Mielczewski gehörte zusammen mit seinen Lehrern Franciszek Lilius und Bartłomiej Pękiel, zu den wichtigsten polnischen Komponisten des 17. Jahrhunderts.
Von 1638 bis 1644 war er als Komponist und Musiker in der königlichen Kapelle von Warschau tätig, die damals unter der Leitung von Marco Scacchi stand. 1645 wurde er Kapellmeister am Hofe des Fürstbischofs von Breslau und Płock, Karl Ferdinand Wasa einem Bruder Königs.
Seine bekanntesten Werke sind im italienischen „Concertato-Stil“ des frühen 17. Jahrhunderts komponiert. In einer seiner Instrumental-Canzonen findet sich die früheste Verwendung einer Mazurka in der höfischen Musik.

## Werke
- Geistliche Konzerte und Motetten, Opera Omnium
- 7 Canzonen a 2, 3 und B.c.
- Doppelkanon, a 4, in M. Scacchis Sammelwerk „Cribrum musicum“ (Venedig, 1643)
- „Vesperae Dominicales“
- Messen